# Veliki Lovrečan
Veliki Lovrečan – wieś w Chorwacji, w żupanii varażdińskiej, w gminie Cestica. W 2011 roku liczyła 337 mieszkańców.